# 魔羯一號大行動
《魔羯一號大行動》（英語：Capricorn One）是1978年關於登陸火星騙局的驚悚片。本片由彼得·海姆斯（Peter Hyams）編導，並由 Lew Grade的ITC Entertainment 公司製作。
1. .   [2024-10-09]. （原始内容存档于2024-12-17）.